# Unionville (Nova York)
Unionville és una població dels Estats Units a l'estat de Nova York. Segons el cens del 2000 tenia 536 habitants.

## Demografia
Segons el cens del 2000, Unionville tenia 536 habitants, 197 habitatges, i 140 famílies. La densitat de població era de 827,8 habitants per km².
Dels 197 habitatges en un 36,5% hi vivien nens de menys de 18 anys, en un 52,8% hi vivien parelles casades, en un 12,2% dones solteres, i en un 28,9% no eren unitats familiars. En el 22,3% dels habitatges hi vivien persones soles el 5,6% de les quals corresponia a persones de 65 anys o més que vivien soles. El nombre mitjà de persones vivint en cada habitatge era de 2,7 i el nombre mitjà de persones que vivien en cada família era de 3,16.
Per edats la població es repartia de la següent manera: un 26,3% tenia menys de 18 anys, un 6% entre 18 i 24, un 31,7% entre 25 i 44, un 25,7% de 45 a 60 i un 10,3% 65 anys o més.
L'edat mediana era de 38 anys. Per cada 100 dones de 18 o més anys hi havia 87,2 homes.
La renda mediana per habitatge era de 37.222 $ i la renda mediana per família de 41.000 $. Els homes tenien una renda mediana de 31.250 $ mentre que les dones 30.000 $. La renda per capita de la població era de 16.753 $. Entorn del 7% de les famílies i el 8,4% de la població estaven per davall del llindar de pobresa.